# Andethele
Genre
Andethele est un genre d'araignées mygalomorphes de la famille des Ischnothelidae.

## Distribution
Les espèces de ce genre sont endémiques du Pérou.

## Liste des espèces
Selon World Spider Catalog (version 21.0, 24/06/2020) :
- Andethele huanca Coyle, 1995
- Andethele lucma Coyle, 1995
- Andethele tarma Coyle, 1995

## Publication originale
- Coyle, 1995 : A revision of the funnelweb mygalomorph spider subfamily Ischnothelinae (Araneae, Dipluridae). Bulletin of the American Museum of Natural History, no 226, p. 1-133 (texte intégral).